# Cristóbal Ramírez

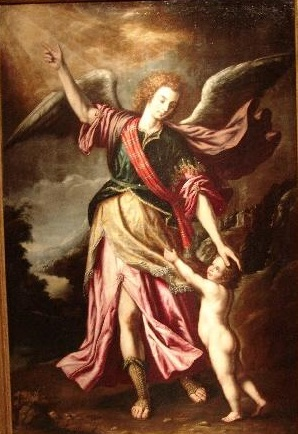
Ángel de la guarda, óleo sobre lienzo, 170 x 112 cm. Toledo, Museo de Santa Cruz, firmado «x...ramirez/fac 1638»

Cristóbal Ramírez (fl. 1616?-1644) fue un pintor barroco español activo en Toledo.

## Datos biográficos
Pintor de un reducido número de obras firmadas en las que se aprecia una calidad no desdeñable, su personalidad es apenas conocida y problemática. Angulo Íñiguez y Pérez Sánchez supusieron que pudiera tratarse del mismo pintor que firmando «Xristofol ramires» se inscribió en 1616 en el Colegio de Pintores de Valencia, del que ninguna otra noticia se tiene y que pudiera ser familiar del célebre iluminador valenciano del mismo nombre, llamado por Felipe II para trabajar en los libros de coro de El Escorial, donde falleció en 1577.
Se trate o no de la misma persona, en abril de 1631 se documenta en Toledo a un pintor de nombre Cristóbal Ramírez, quien debía desde diciembre del año anterior el alquiler de la casa en que habitaba, propiedad del mercader de telas Agustín Tolentino. Diez años después, en septiembre de 1641, Cristóbal Ramírez tasaba como pintor y vecino de Toledo las pinturas dejadas a su muerte por el canónigo Gregorio Barreiro, propietario entre otras de «El Retrato de Toledo de mano de el griego», y en noviembre hará lo propio con las pinturas dejadas por doña Jerónima Tenorio.

## Obra conservada

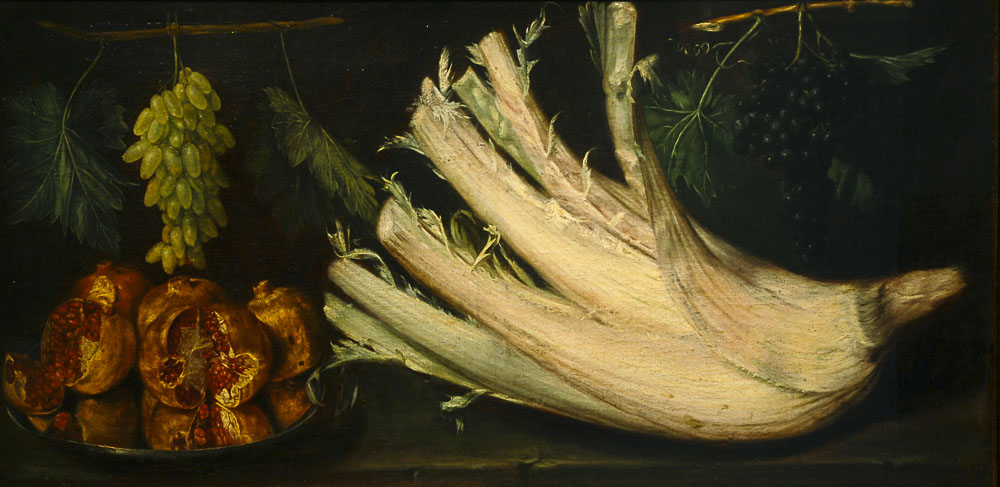
Bodegón con cardo, uvas y granadas, 1644, óleo sobre lienzo, 49,5 x 106,7 cm. Washington D. C., Dumbarton Oaks

Fuera de estas noticias documentales quedan cuatro obras firmadas en las que se acusa la procedencia toledana. En 1638 firmó el Salvador del Museo del Prado, procedente de la colección real, y el Ángel de la guarda, del Museo de Santa Cruz de Toledo, procedente de la iglesia del Salvador, para la que es posible que se pintasen los dos lienzos, firmados con igual grafía, aunque la pérdida de una cifra en el ejemplar del Museo del Prado hizo pensar que estuviese firmado en 1678. Ambas obras se inscriben en la tradición toledana, con recuerdos de Juan Sánchez Cotán, en la noble figura del Salvador, y de Luis Tristán, a cuya escuela estuvo atribuido el segundo, pero con un sentido del color nuevo, que recuerda lo que se hacía en Madrid en las mismas fechas, habiéndose apuntado en este sentido influencias de Alonso Cano, pero también de Bartolomé Román, con quien coincide en temas y en la utilización de estampas como fuente de inspiración.
Una influencia más directa de Sánchez Cotán, pese a lo tardío de la fecha,  tienen los dos bodegones de Dumbarton Oaks, fechados en 1644 y firmados, según la información del museo, por Cristóbal Ramírez de Arellano: Naturaleza muerta con racimos de uvas, melón y albaricoques, y Bodegón con cardo, uvas y granadas. Con sus fondos oscuros, el tratamiento naturalista de sus reducidos objetos y los colores cálidos, el pintor busca, ante todo, la perfecta mímesis con los objetos representados por el diferente tratamiento pictórico de sus texturas.